# Umbellularia californica
Umbellularia californica là loài thực vật có hoa trong họ Nguyệt quế. Loài này được (Hook. & Arn.) Nutt. miêu tả khoa học đầu tiên năm 1842.